# Maria Ghițulică
Maria Ghițulică (* 26. August 1938 in Gogoșu, Kreis Dolj) ist eine ehemalige rumänische Politikerin der Rumänischen Kommunistischen Partei PMR (Partidul Muncitoresc Român) und ab 1965 PCR (Partidul Comunist Român), die unter anderem zwischen 1984 und 1989 Kandidatin des Politischen Exekutivkomitees des Zentralkomitees (ZK) der PCR war.

## Leben
Maria Ghițulică begann nach dem Schulbesuch ein Studium an der Journalistenschule und absolvierte nach ihrem Eintritt in die Partidul Muncitoresc Român (PMR) 1958 zwischen 1959 und 1961 auch ein Studium an der Parteihochschule „Ștefan Gheorghiu“. Daneben arbeitete sie in einem Transportunternehmen in Timișoara und wurde 1961 Redakteurin in der Literatursektion der Jugendzeitung Scânteia tineretului.
Sie erwarb auch einen Doktortitel an der Fakultät für Philosophie an der Akademie für Sozial- und Politikwissenschaften „Ștefan Gheorghiu“. Später war sie Instrukteurin in der ZK-Abteilung für Kader sowie 1969 Beraterin im Parteikomitee im Bukarester Stadtbezirk Sektion 2, zu dem die Distrikte Colentina, Iancului, Pantelimon und Tei gehören, und dort Instrukteurin für Öffentlichkeitsarbeit und Gesetzesfragen. 1974 wurde sie erneut Instrukteurin in der ZK-Abteilung für Kader sowie im August 1979 Sekretärin für Propaganda des Parteikomitees im Kreis Olt.
Maria Ghițulică wurde auf dem Zwölften Parteitag der PCR vom 19. bis 23. November 1979 Mitglied des ZK der PCR und gehörte diesem bis zur Rumänischen Revolution am 22. Dezember 1989 an. Am 24. Mai 1982 wurde sie Erste Sekretärin des Parteikomitees im Kreis Vrancea sowie Präsidentin des Exekutivkomitees des Volksrates im Kreis Vrancea.
Auf dem Dreizehnten Parteitag der PCR vom 19. bis 22. November 1984 wurde sie zudem Kandidatin des Politischen Exekutivkomitees des ZK und blieb auch in dieser Funktion bis zum 22. Dezember 1989. Des Weiteren wurde Maria Ghițulică am 1. April 1985 Vizepräsidentin des Staatsrates (Consiliului de Stat), des kollektiven Gremiums, das den Staatspräsidenten stellte. Zuletzt war sie zwischen dem 15. April 1987 und 1989 Erste Sekretärin des Parteikomitees im Kreis Iași sowie Präsidentin des Exekutivkomitees des Volksrates im Kreis Iași.
1980 wurde sie erstmals Mitglied der Großen Nationalversammlung (Marea Adunare Națională) und vertrat in dieser bis 1985 zunächst den Wahlkreis Studina Nr. 6 sowie zwischen 1985 und 1989 den Wahlkreis Vrancea. Während ihrer Parlamentszugehörigkeit war sie zwischen dem 1. April 1980 und 1985 Sekretärin der Großen Nationalversammlung.